# November 2016
Dit artikel geeft een chronologisch overzicht van de belangrijkste gebeurtenissen per dag van de maand november in het jaar 2016.

## Gebeurtenissen

### 1 november
- In de Braziliaanse gemeente Santa Maria do Tocantins vallen minstens tien doden als de grot instort waar ca. 50 mensen bijeen waren gekomen om Allerheiligen te vieren.[1]
- Uit het VN-onderzoeksrapport, opgesteld door de Nederlandse generaal-majoor buiten dienst Patrick Cammaert, blijkt dat blauwhelmen in Zuid-Soedan niets deden om burgers en westerse hulpverleners die zich in juni schuilhielden in het Hotel Terrain in de hoofdstad Juba te beschermen tegen geweld en verkrachting door militairen van het Zuid-Sudanese leger.[2]

### 2 november
- In Des Moines, de hoofdstad van de Amerikaanse staat Iowa, worden twee agenten die mogelijk in een hinderlaag zijn gelokt kort na elkaar doodgeschoten.[3]
- Rusland verlengt het staakt-het-vuren van luchtaanvallen op de Syrische stad Aleppo tot vrijdagavond 4 november.[4]
- Uit een onderzoek door de Australische autoriteiten blijkt dat vlucht MH370 van Malaysia Airlines neerstortte toen de kerosine op was.[5]
- Zeker 21 Indonesische arbeiders verdrinken nadat het schip waarop ze zaten kapseisde voor de kust van het eiland Batam.[6]
- Bij een brand in een karaokebar in Vietnam komen dertien mensen om het leven.[7]
- De Nederlandse overheidsinstanties Centraal Bureau voor de Statistiek en Wetenschappelijke Raad voor het Regeringsbeleid schrappen de woorden autochtoon en allochtoon uit het vocabulaire omdat ze stigmatiserend zijn.[8]
- VN-secretaris-generaal Ban Ki-moon ontslaat generaal Johnson Ondieki, de Keniaanse commandant van de vredestroepen van de Verenigde Naties in Zuid-Soedan, vanwege het rapport over het nalatig optreden van de VN-vredesmacht in het land. Als reactie hierop trekt Kenia al zijn VN-militairen terug uit Zuid-Soedan.[9]

### 3 november
- In Midden-Italië doet zich in een week tijd een derde aardbeving voor, ditmaal met een kracht van 4,8 op de schaal van Richter.[10]
- Het Britse High Court bepaalt dat een Brexit alleen kan plaatsvinden met goedkeuring van het parlement.[11]
- Bij een treinongeluk in Pakistan komen negentien mensen om het leven.[12]
- Uit onderzoek van mensenrechtenorganisatie Amnesty International komt naar voren dat Italië vluchtelingen in het land mishandelt onder druk van de Europese Unie om de vluchtelingenstroom in Europa in te perken.[13]

### 4 november
- Een rechter in het Pakistaanse Pesjawar legt de Afghaanse vrouw Sharbat Gula die wereldberoemd werd als het 'meisje met de groene ogen' een celstraf van vijftien dagen en een boete van bijna 1000 euro op. Na haar straf wordt ze uitgezet naar haar geboorteland Afghanistan.[14]
- Het Duitse OM start een vooronderzoek op naar de aanpak van haatzaaiende berichten door het socialemediaplatform Facebook.[15]
- De Zuid-Koreaanse president Park neemt de verantwoordelijkheid voor een politiek schandaal rond een vertrouweling.[16]

### 5 november
- Volgens toenmalig minister van Justitie Dries van Agt was de opdracht bij de treinkaping bij De Punt om de gegijzelden bevrijden, maar zo weinig mogelijk mensen doden. Hiermee wordt de bewering van een marinier op 17 oktober tegengesproken. De marinier beweerde dat de Molukkers de bestorming niet mochten overleven.[17]
- Oud-Korpschef Gerard Bouman leest Caribische politie de les over integriteit, nadat bekend werd dat dienstauto's privé worden gebruikt, tijdens het werk privé-activiteiten worden gedaan en er ten onrechte overwerk wordt geschreven en uitbetaald.[18]

### 6 november
- De Italiaanse kustwacht en enkele hulporganisaties halen meer dan 2200 bootvluchtelingen uit de Middellandse Zee.[19]
- Het Duitse ministerie van Binnenlandse Zaken wil migranten die op zee worden opgepikt, direct gaan terugsturen naar Afrika, om te voorkomen dat vluchtelingen zich weer wagen aan de levensgevaarlijke tocht over de Middellandse Zee.[20]
- Todd Kohlhepp, een man uit de Amerikaanse staat South Carolina, bekent dat hij zeven mensen zou hebben vermoord.[21]

### 7 november
- Rijkswaterstaat versterkt de laatste dijken en duinen langs de Nederlandse Noordzeekust. Hiermee kunnen de dijken en duinen een zware stormvloed zoals die van 1953 weerstaan.[22]
- De Nederlandse politicus Jacques Monasch stapt uit de race voor het lijsttrekkerschap van de PvdA na een ruzie met het partijbestuur. Ook legt Monasch zijn lidmaatschap van de PvdA en van de fractie in de Tweede Kamer neer. Hiermee verliest het kabinet-Rutte II zijn meerderheid in de Tweede Kamer.[23]
- De FBI vindt opnieuw niets strafbaars in de e-mails van Hillary Clinton.[24]
- Tijdens de MTV Europe Music Awards in Ahoy in Rotterdam heeft Justin Bieber de meeste prijzen in de wacht gesleept. Hij kreeg drie awards, onder meer voor zijn nummer Sorry dat werd uitgeroepen tot beste liedje.[25]

### 8 november
- Een recordaantal Amerikanen heeft al voor de verkiezingsdag zijn of haar stem uitgebracht voor de presidentsverkiezingen. Ongeveer 50 miljoen mensen hebben vervroegd gestemd, meldt het persbureau AP op basis van eigen onderzoek, bijna 40 procent van het verwachte totaal aantal stemmers.[26]
- De leden van de Centrale Ondernemingsraad van de Nationale Politie (Nederland) treden terug. Aanleiding is het onderzoek waaruit bleek dat de raad een groot deel van het budget verspilde aan onder meer dure etentjes, feestjes en overnachtingen.[27]
- Vogelbescherming Nederland dient bij de Europese Commissie een klacht in tegen de Nederlandse overheid. De dierenbeschermingsorganisatie wil afdwingen dat staatssecretaris Van Dam extra geld uittrekt voor weidevogelbeheer.[28]

### 9 november
- Donald Trump wint de Amerikaanse presidentsverkiezingen van Hillary Clinton.[29][30]
- Bij een tram-ongeluk in Croydon, Londen zijn zeven passagiers om het leven gekomen. Zeker vijftig passagiers raken gewond. De trambestuurder wordt opgepakt.
- Voor heel Nederland is een ophok- en afschermplicht ingesteld voor bedrijven die vogels houden die bestemd zijn voor de productie van vlees en eieren. Het is een voorzorgsmaatregel omdat er in Duitsland, Oostenrijk, Hongarije, Polen en Zwitserland bij wilde vogels hoogpathogene vogelgriep van het type H5N8 is gevonden.[31]

### 10 november
- In de Verenigde Staten vinden meerdere protesten plaats tegen Donald Trump als president-elect.[32]
- De sites van de immigratiedienst van Canada en Nieuw-Zeeland crashen door een enorm aantal Amerikanen die de sites tegelijk bezoeken.[33]
- In de staat Californië is een groot deel van de inwoners voor een Calexit, wat betekent dat Californië zich losmaakt van de Verenigde Staten en een eigen land wordt.[34]
- In de Zweedse hoofdstad Stockholm valt meer dan 30 centimeter sneeuw: een nieuw record voor de maand november.[35]

### 11 november
- Een meerderheid in de Tweede Kamer wil dat het kabinet volgend jaar 60 miljoen euro vrijmaakt voor hulporganisaties die helpen bij humanitaire rampen.[36]
- In de Verenigde Staten is voor de tweede opeenvolgende avond geprotesteerd tegen de nieuwgekozen president Trump.[37]

### 12 november
- Bij een zelfmoordaanslag op de NAVO-basis in het Afghaanse Baghram vallen vier doden en achttien gewonden. De Taliban hebben de verantwoordelijkheid voor de aanslag opgeëist.[38]
- Facebook verklaart door een softwarefout een aantal gebruikers voor overleden, onder wie Facebookbaas Mark Zuckerberg.[39]
- In de Verenigde Staten is voor de derde opeenvolgende avond geprotesteerd tegen de nieuwgekozen president Trump.[40]
- In Rotterdam worden 100 Zwarte-Piet-activisten aangehouden vanwege de overtreding van het demonstratieverbod.[41]

### 13 november
- In Nieuw-Zeeland vindt een aardbeving met een kracht van 7,8 op de schaal van Richter plaats. Een tsunami-waarschuwing wordt afgegeven.[42][43]
- De Colombiaanse regering en rebellenbeweging FARC bereiken een nieuw vredesakkoord.[44]
- De Verenigde Staten en Australië bereiken een akkoord over het opvangen van vluchtelingen die verblijven in opvangkampen in Nauru en Papoea-Nieuw-Guinea. De Verenigde Staten nemen een onbekend aantal vluchtelingen op.[45]
- In Parijs worden de aanslagen van 13 november 2015 herdacht. Op verschillende plaatsen in de stad worden plaquettes onthuld met de namen van de 130 slachtoffers.[46]
- In Bulgarije wint voormalig luchtmachtcommandant Rumen Radev van de socialistische partij de presidentsverkiezingen. Premier Bojko Borisov stapt een dag later op.

### 14 november
- In Moldavië wordt de socialistische en Rusland-georiënteerde Igor Dodon verkozen tot president.[47]
- Donald Trump maakt bekend dat Reince Priebus zijn stafchef wordt, Stephen Bannon wordt zijn belangrijkste strategisch adviseur.[48]

### 15 november
- Het Openbaar Ministerie vraagt de rechtbank in Utrecht om motorclub MC Bandidos te verbieden.[49]
- In Duitsland doet de politie invallen in honderden woningen en kantoren van leden van Die wahre Religion, een salafistische organisatie die net is verboden.[50]
- President Obama begint aan zijn laatste reis door Europa als President van de Verenigde Staten.[51]
- Twee Nederlandse oorlogswrakken voor de kust van Indonesië lijken van de zeebodem te zijn verdwenen.[52]

### 16 november
- De mobiele telefoon van de Parijse zelfmoordterrorist Brahim Abdeslam wordt teruggevonden onder paperassen op een politiebureau in Molenbeek.[53]
- Eurogroepvoorzitter Dijsselbloem maakt bekend dat hij vindt dat de Britse minister Johnson van Buitenlandse Zaken niet eerlijk is over de gevolgen van een Brexit.[54]
- Pierre Lechantre is ontslagen als coach van de nationale voetbalploeg van DR Congo. De 66-jarige Fransman is de vierde bondscoach van een Afrikaans land die gedwongen weg moet sinds de kwalificatie voor het WK voetbal 2018 is begonnen.

### 17 november
- De Koninklijke Marechaussee houdt uitgebreide controles aan de grens met Duitsland.[55]
- Drieduizend oud-defensiemedewerkers klagen de Nederlandse staat aan na het werken met chroom-6.[56]
- Honderden Rohingya slaan in Myanmar op de vlucht voor het leger, omdat deze grote etnische zuiveringsacties uitvoert.[57]
- Bij gevechten tussen rebellen van FARC en het Colombiaanse leger worden twee FARC-leden gedood.[58]

### 18 november
- Het kabinet stelt de wet Deregulering Beoordeling Arbeidsrelatie (DBA) voor zzp'ers voorlopig uit tot 2018.[59]
- Als oplossing voor het toenemende fileprobleem leggen maatschappelijke organisaties een oud plan op tafel: rekeningrijden.[60]
- Bij Winsum ontspoort een trein na een botsing met een tankauto met melk. 29 mensen raken gewond.[61]

### 19 november
- Donald Trump stelt zijn regeerteam samen: Mike Pompeo zal aan het hoofd staan van de inlichtingendienst CIA, oud-generaal Michael Flynn wordt nationaal veiligheidsadviseur en senator Jeff Sessions de nieuwe minister van Justitie.[62]
- Een meerderheid van het VVD-partijcongres heeft gestemd voor het slimmer reguleren van de wietteelt.[63]

### 20 november
- In Uttar-Pradesh, India zijn zeker 115 mensen om het leven gekomen bij een treinongeluk.[64]
- De bemanning van het internationale ruimtestation ISS is aangevuld met drie nieuwe astronauten, een Amerikaanse, een Rus en een Fransman.[65]

### 21 november
- In de Verenigde Staten worden opnieuw agenten neergeschoten. Dat gebeurde op zeker vier plaatsen verspreid over het land.[66]
- Oud-president Nicolas Sarkozy is in de eerste ronde van de voorverkiezingen van zijn partij Les Républicains al uitgeschakeld, en kan hiermee niet opnieuw president van Frankrijk worden.

### 22 november
- De Nederlandse Staat verkoopt de noodlijdende Koninklijke Nederlandse Munt aan het Belgische bedrijf Groep Heylen. De Koninklijke Munt verkeerde in financiële problemen na een mislukte order uit Chili in 2015.[67]
- Onderhandelingen tussen het zuidelijke Griekse en noordelijke Turkse deel over de hereniging van het eiland Cyprus mislukken. De voornaamste pijnpunt is het trekken van grenzen.[68]
- Voor de kust van Fukushima in Japan vindt een aardbeving plaats met een kracht van 7,4. Er werd een tsunami-waarschuwing afgegeven omdat vloedgolven werden verwacht tot drie meter hoog, maar die tsunami bleef uit.[69]
- Donald Trump maakt bekend dat hij op zijn eerste dag als president de stekker uit de onderhandelingen voor het Trans-Pacifische Partnerschap (TPP) gaat trekken.[70]
- Het Hof van Cassatie in Egypte verwerpt de levenslange gevangenisstraf van oud-president Mohamed Morsi. Eerder vernietigde het hof in Caïro de doodvonnis voor de oud-president.[71]

### 23 november
- Sylvana Simons zegt in talkshow Pauw over haar bedreigingsfilmpje: "Het is als moeder hartverscheurend om je kinderen verdrietig te zien uit machteloosheid."[72]
- Twee kopstukken van het Rode Khmer-regime, dat tussen 1975 en 1979 een schrikbewind voerde in Cambodja, zijn in hoger beroep opnieuw veroordeeld tot levenslang.[73]
- Ruim 1.800 vluchten van Lufthansa gaan niet door omdat de piloten staken. De staking treft ruim 200.000 mensen.[74]
- PVV-leider Wilders zegt in zijn slotwoord tijdens het proces tegen hem over de minder-Marokkanenuitspraak dat hij de problemen in Nederland als politicus moet blijven benoemen.[75]

### 24 november
- In Melbourne krijgen honderden mensen door noodweer gezondheidsproblemen. Vier mensen zijn overleden aan de gevolgen van een extreme astma-aanval.[76]
- De Colombiaanse president Santos en de leider van de rebellenbeweging FARC zetten in Bogota opnieuw hun handtekening onder een nieuw vredesakkoord.[77]
- De verdachten die het vorige weekend werden opgepakt in Straatsburg en Marseille in Frankrijk, wilden volgens de Franse politie een aanslag plegen in Disneyland Parijs en op de kerstmarkt op de Champs-Élysées.[78]
- In China komen ten minste veertig mensen om het leven door een instorting op een bouwplaats.[79]

### 25 november
- Fidel Castro, oud-leider van Cuba, overlijdt op 90-jarige leeftijd.[80]
- In Montferrier-sur-Lez, Frankrijk dringt een gewapende man een rusthuis voor monniken binnen. Daarbij heeft hij volgens de politie een vrouw gedood. De dader kon ontkomen; de politie begon een klopjacht op hem.[81]
- In een vluchtelingenkamp in Zuid-Bulgarije komen honderden migranten in opstand.[82]
- Kees van der Staaij, partijleider van de SGP, wint de Thorbeckeprijs voor welsprekendheid in de politiek.[83]

### 26 november
- De Groene Partij in de Verenigde Staten vraagt een hertelling aan voor stemmen die zijn uitgebracht in de staat Wisconsin.[84]

### 27 november
- Nico Rosberg behaalt het wereldkampioenschap in de Formule 1 in 2016. In een spannende wedstrijd tijdens de Grand Prix Formule 1 van Abu Dhabi 2016 behaalt hij de tweede plaats achter Lewis Hamilton. Met een voorsprong van 5 punten behaalt ook hij het kampioenschap 34 jaar nadat zijn vader, Keke Rosberg dat deed in 1982.[85]
- Het Syrische leger boekt een belangrijke zege in de strijd om Oost-Aleppo. Regeringstroepen heroveren de wijk Hanano op de rebellen.[86]
- Het dodental van een 'pollenstorm' bij de Australische stad Melbourne loopt op tot zes.[87]

### 28 november
- Bijna 10.000 inwoners van Oost-Aleppo vluchten naar de wijk Sheikh Maksoud, waar de Koerden het voor het zeggen hebben. Ze vluchten vanwege de opmars van het Syrische leger.[88]
- Uit het Symbio Wildlife Park ten zuiden van Sydney worden drie zeldzame dwergzijdeaapjes gestolen. Twee mannen zijn aangehouden voor de diefstal.[89]
- De Belgische koning Filip en zijn vrouw Mathilde brengen een staatsbezoek aan koning Willem-Alexander en koningin Máxima.[90]

### 29 november
- Dicht bij de Colombiaanse stad Medellín stort een vliegtuig neer met 81 mensen aan boord. Zes inzittenden overleven de crash en 75 zijn omgekomen. In het toestel zaten onder anderen 22 spelers van de Braziliaanse voetbalclub Chapecoense.[91]
- Het Openbaar Ministerie eist zestien jaar cel tegen douanier Gerrit G. voor zijn rol bij de smokkel van grote hoeveelheden cocaïne in de Rotterdamse haven.[92]
- In Tsjernobyl, Oekraïne wordt een enorme sarcofaag om de reactor die in 1986 ontplofte geplaatst door Mammoet.[93]
- Nederland beleefde de koudste novembernacht sinds 1998, met −8,5 graden in Eelde was het de koudste Novembernacht van deze eeuw.[94][95]

### 30 november
- In het zuidwesten van Polen stort een kopermijn in na een aardbeving. Negen mijnwerkers werden gewond naar boven gehaald, waarna een van hen alsnog aan zijn verwondingen overleed. Later vonden reddingswerkers nog een dode in de mijn. Zes mijnwerkers worden nog vermist.[96]
- In Havana op Cuba nemen tienduizenden Cubanen met een grote ceremonie afscheid van de overleden oud-dictator Fidel Castro.[97]
- Volgens het Nederlandse tv-onderzoeksprogramma Zembla zijn vertrouwelijke dossiers van Europol voor iedereen toegankelijk geweest via internet. Het gaat om 700 pagina's over terrorisme. Onder meer informatie over de Hofstadgroep was voor iedereen in te zien.[98]
- Bij een brand in Zuid-Turkije komen twaalf mensen om het leven, onder wie elf meisjes tussen de 10 en 16 jaar.[99]
- De VN-organisatie UNESCO plaatst de Belgische biercultuur en de Cubaanse rumba op haar lijst van immaterieel cultureel erfgoed.[100]

## Overleden
← · januari · februari · maart · april · mei · juni · juli · augustus · september · oktober · november · december ·  →